# 朱迪·迪达克
朱迪·迪达克（英語：Judy Diduck，1966年4月21日—），加拿大女子冰球运动员，场上位置是后卫。她曾代表加拿大国家队参加1998年冬季奥林匹克运动会冰球比赛，获得一枚银牌。